# Trimethylamin
Trimethylamin (zkráceně TMA) je organická sloučenina a nejjednodušší terciární amin. Při pokojové teplotě je v plynném skupenství, ale obvykle se prodává zkapalněný v tlakových lahvích nebo jako 40% vodný roztok. Je zásaditý a lze jej snadno protonovat za vzniku trimethylamoniového kationtu. Trimethylamin je dobrý nukleofil, tato vlastnost je základem většiny jeho využití.
Trimethylamin je produktem rozkladu organické hmoty a v lidském těle je vytvářen střevní mikroflórou ze složek potravy jako jsou cholin a karnitin. Také je to hlavní látka způsobující zápach z úst a zápach spojovaný s hnitím masa a některými infekcemi.

## Výroba
TMA se vyrábí katalyzovanou reakcí methanolu s amoniakem:
3 CH3OH + NH3 → (CH3)3N + 3 H2O
Při této reakci vznikají také dimethylamin a methylamin.
Trimethylamin se také vyrábí reakcí chloridu amonného a paraformaldehydu:
9 (CH2O)n + 2n NH4Cl → 2n (CH3)3N·HCl + 3n H2O + 3n CO2

## Použití
Trimethylamin se používá při výrobě cholinu, inhibitorů růstu rostlin, herbicidů, zásaditých anexů a mnoha barviv.